# Comatulidae
Comatulidae  es una familia de lirios de mar del orden Comatulida.

## Subfamilias y géneros
El Registro Mundial de Especies Marinas acepta los siguientes géneros y subfamilias en la familia:
Subfamilia Comatellinae
- Alloeocomatella Messing, 1995
- Comatella AH Clark, 1908
- Davidaster Hoggett & Rowe, 1986
- Nemaster AH Clark, 1909

Subfamilia Comatulinae
- Anneissia Summers, Messing, Rouse, 2014
- Aphanocomaster Messing, 1995
- Capillaster AH Clark, 1909
- Cenolia AH Clark, 1916
- Clarkcomanthus Rowe, Hoggett, Birtles & Vail, 1986
- Comactinia. AH Clark, 1908
- Comanthus AH Clark, 1908
- Comaster L. Agassiz, 1836
- Comatula Lamarck, 1816
- Comatulella. AH Clark, 1911
- Comissia. AH Clark, 1909
- Neocomatella AH Clark, 1909
- Phanogenia Lovén, 1866

Géneros no asignados a subfamilias: 
- Comatilia. AH Clark, 1909
- Comatulides. AH Clark, 1918
- Palaeocomatella AHClark, 1912
- Rowemissia. Messing, 2001

## Morfología

Oxycomantus bennetti

De simetría pentarradial, su cuerpo está formado por un disco en forma de copa, compuesto de 2 o 3 anillos de placas. La placa centrodorsal puede ser fina o gruesa, discoidal o pentagonal, raramente estrellada. La cavidad centro-dorsal ocupa menos del 30% del diámetro total centro-dorsal. El ano está situado central o subcentralmente en el disco, y la boca, en un lateral, o en el centro, y tiene una serie de pínnulas alrededor, delgadas y flageladas, cuyos segmentos terminales están modificados formando un peine.
Tienen hasta 180 brazos no divididos, según la especie y la edad. También llamados rayos, los brazos están pinnulados en un mismo plano, lo que les da la apariencia de plumas, de ahí uno de los nombres comunes de los crinoideos en inglés: featherstar, o estrella de plumas. Los brazos se componen de una serie de osículos, o huesecillos, articulados, ligamentos, músculos, y en su interior cuentan con extensiones de los sistemas nervioso, vascular y reproductivo.
En su parte aboral, o inferior, poseen unos apéndices alargados para anclarse al sustrato, denominados "cirri". En algunas especies carecen de ellos.
Como la mayoría de los crinoideos, y muchos géneros del filo Echinodermata, poseen la capacidad de auto-amputarse un brazo, en situaciones de peligro para el animal. A esta facultad de algunos animales se le denomina autotomía, y, en el caso que nos ocupa, se combina con otra capacidad, la de regenerarlo por completo a continuación. Con frecuencia, en sustitución del brazo amputado, desarrollan dos nuevos brazos. Aparte de los brazos, también pueden regenerar los cirri, las pínnulas o el intestino.
Para desplazarse utilizan el movimiento sincronizado, y de forma alterna, de sus brazos; que oscilan verticalmente de abajo arriba. Lo que supone un espectáculo visual para los humanos.
Sus colores pueden ser negro, amarillo, naranja, verde, blanco o marrón; en ocasiones con combinaciones de estos colores, mediante bandas concéntricas o las pínnulas en otro color.

## Hábitat y distribución
Se localizan hasta los 600 m de profundidad, aunque son más frecuentes por encima de los 100 m. Anclados a corales duros y laderas de arrecifes con corrientes. 
Se distribuyen en aguas tropicales y subtropicales del océano Indo-Pacífico y del Atlántico.

## Alimentación
Son filtradores, y se alimentan de zooplancton, como foraminíferos, pequeños crustáceos y moluscos, y fitoplancton.

## Reproducción
Son dioicos. La reproducción sexual se produce por fertilización externa. Las larvas evolucionan de una simetría bilateral a simetría pentarradial, y poseen un tallo, que pierden al madurar, convirtiéndose en animales de vida libre.

## Galería

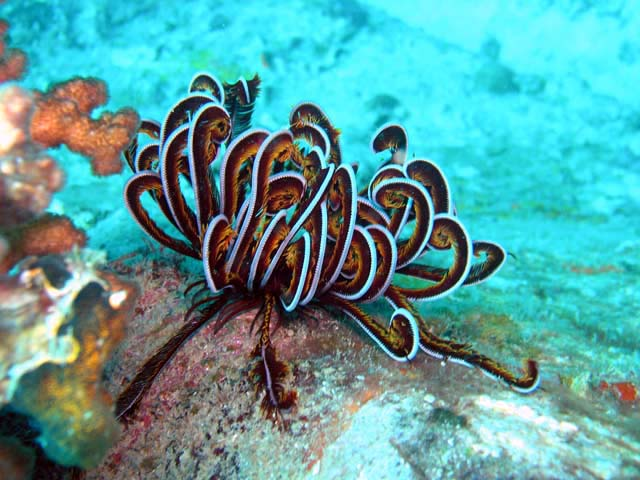
Anneissia bennetti
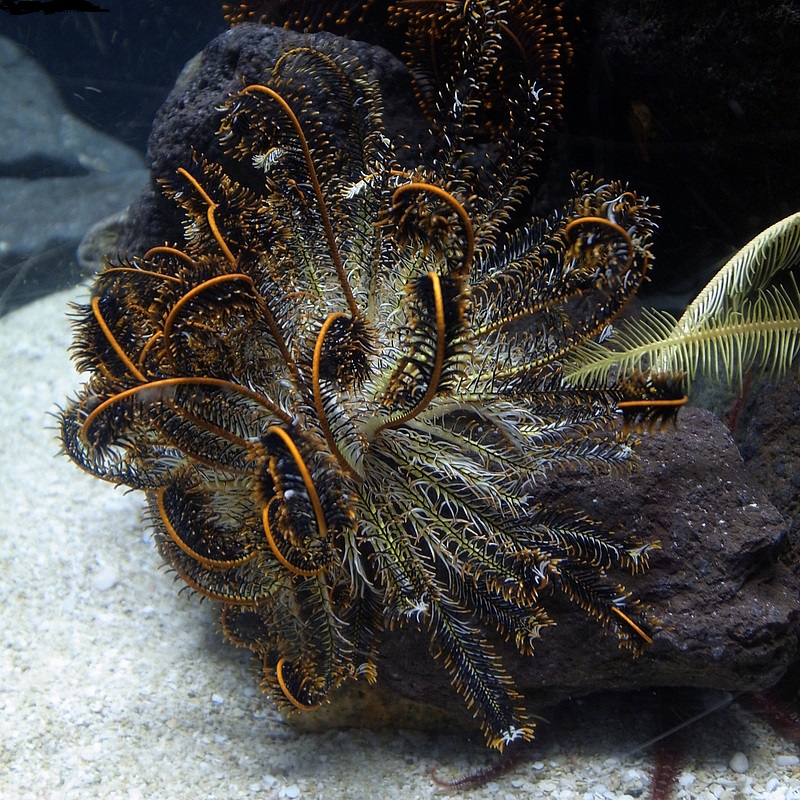
Anneissia japonica
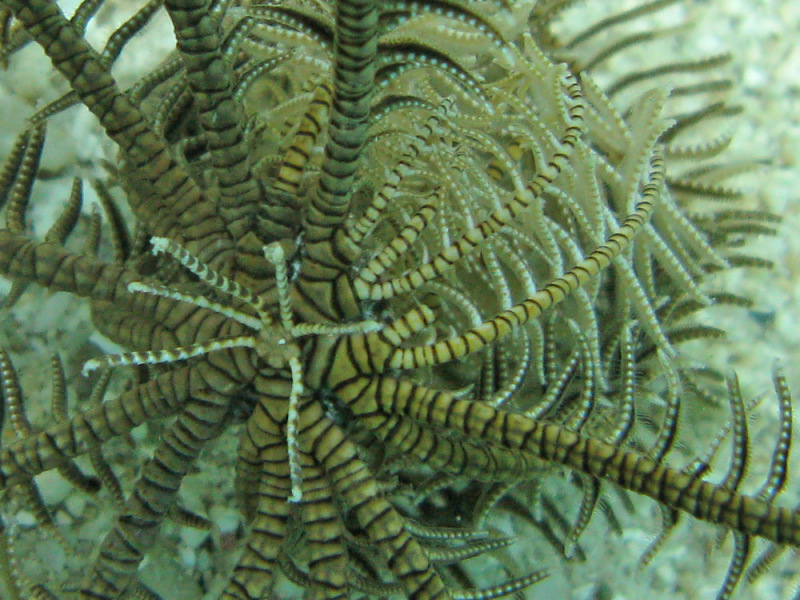
Reverso de Clarkcomanthus albinotus mostrando 6 cirri rodeando la placa central y varios brazos
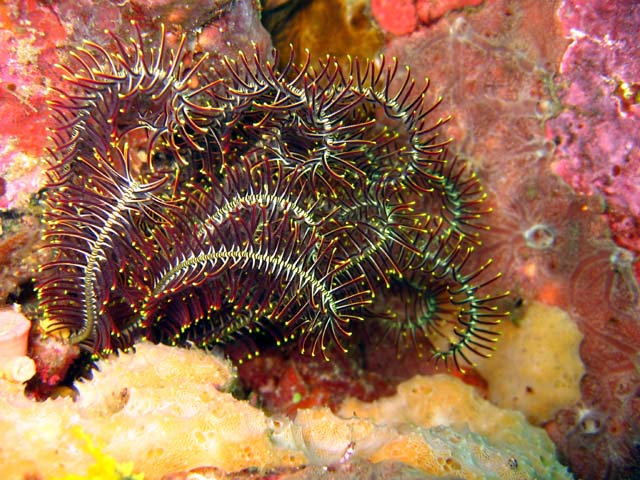
Clarkcomanthus alternans
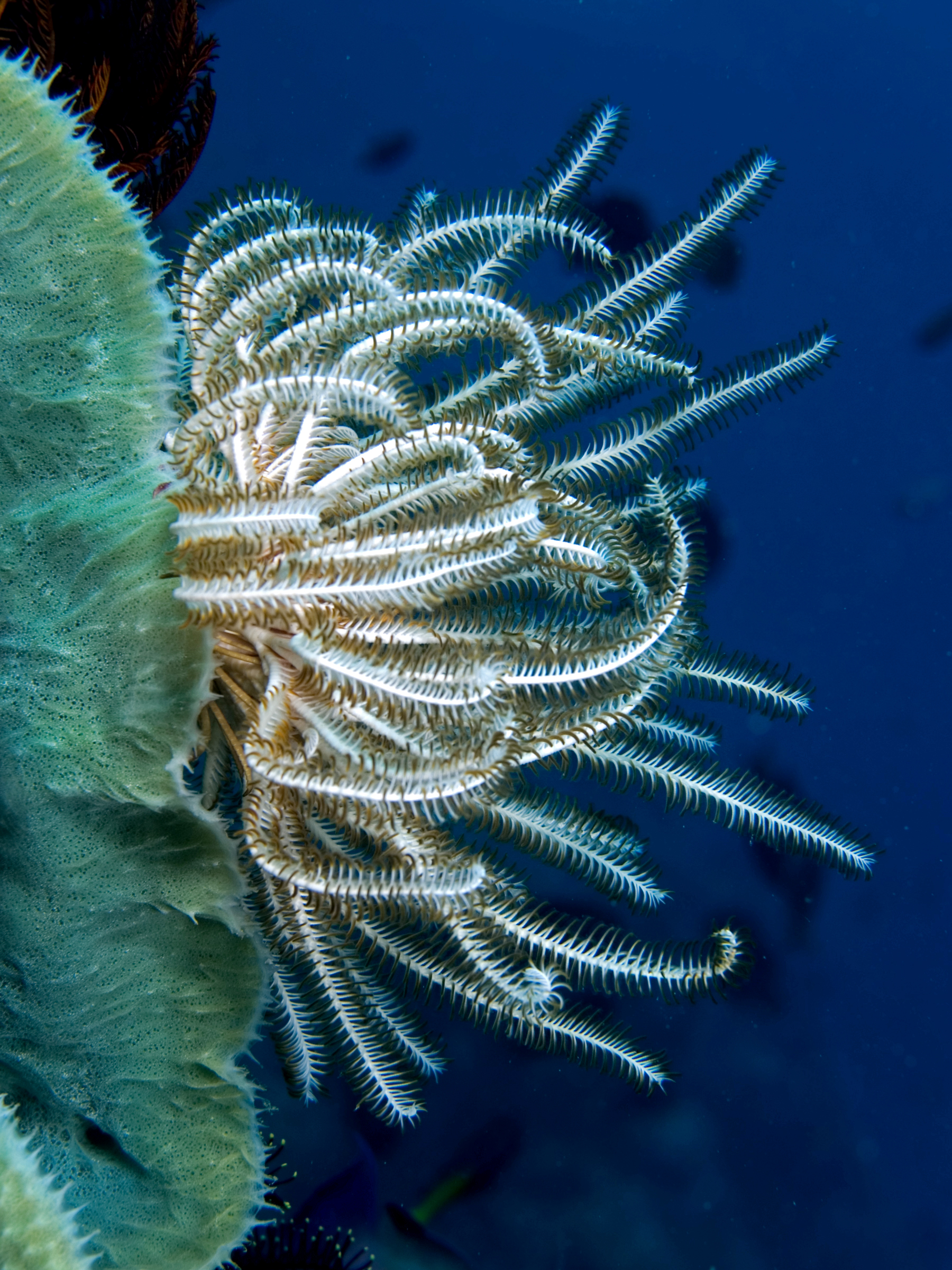
Comaster nobilis anclado con sus cirri a una Callyspongia sp
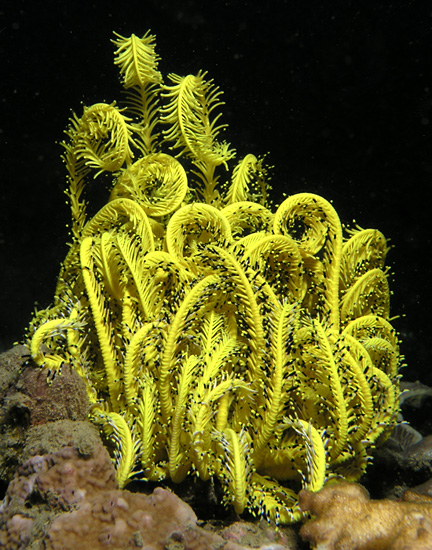
Comaster schlegelii
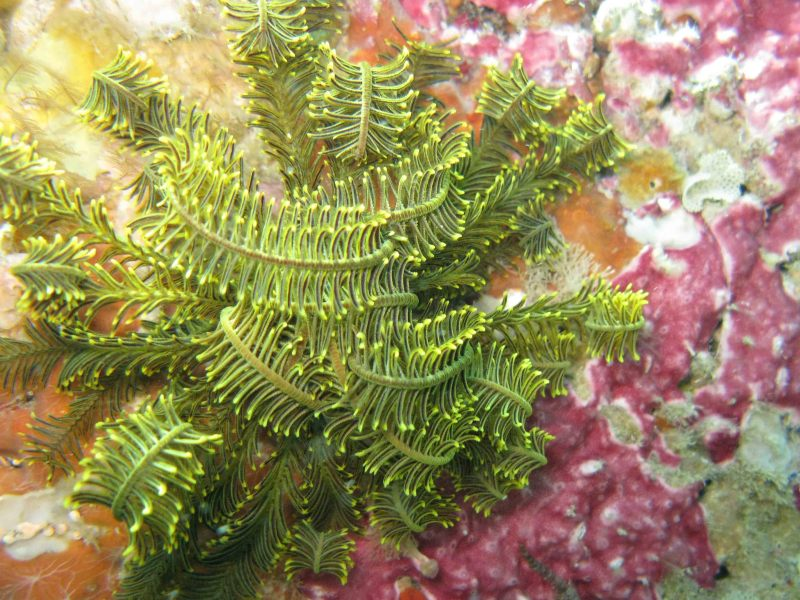
Comatella sp
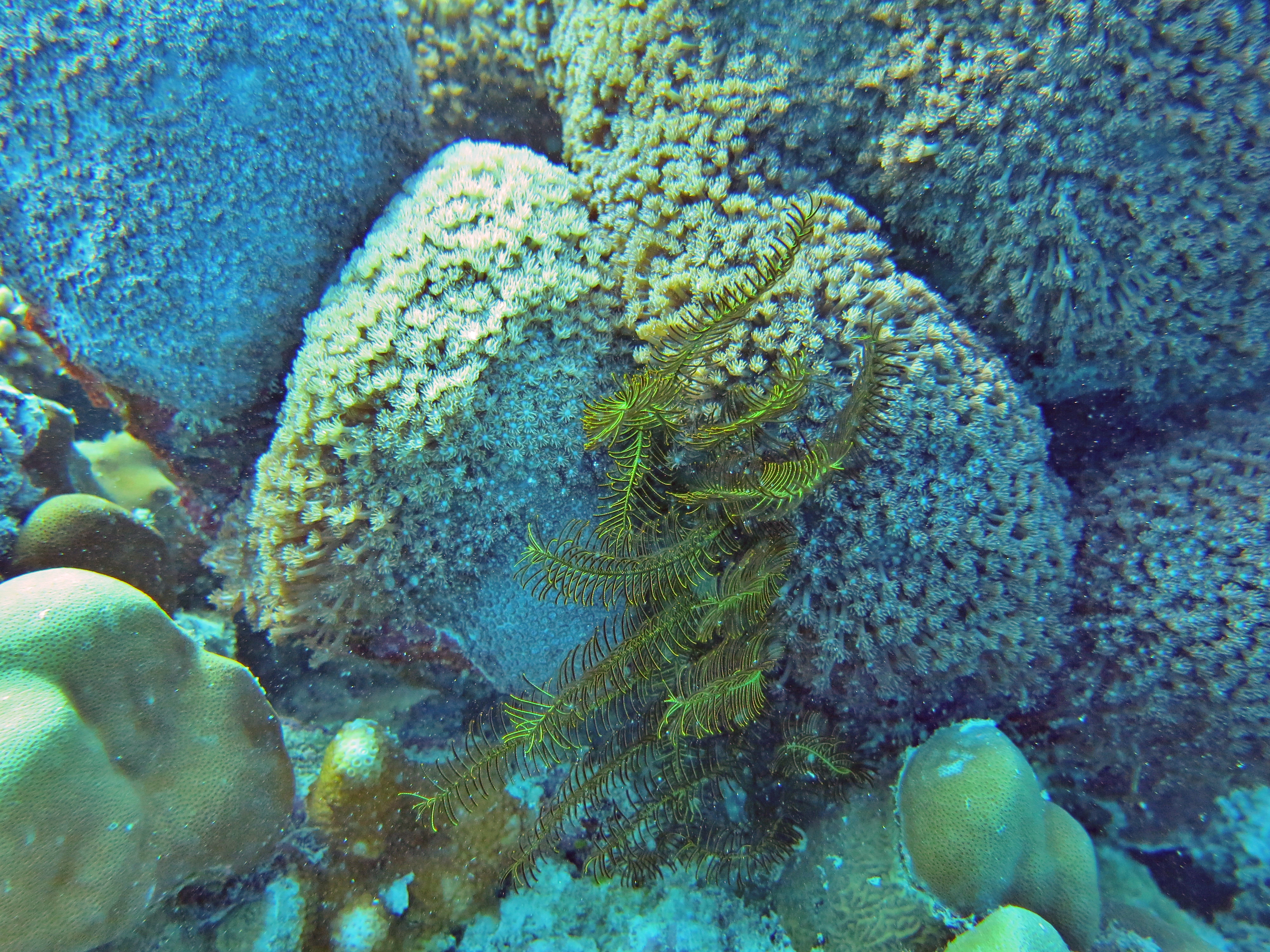
Comissia sp
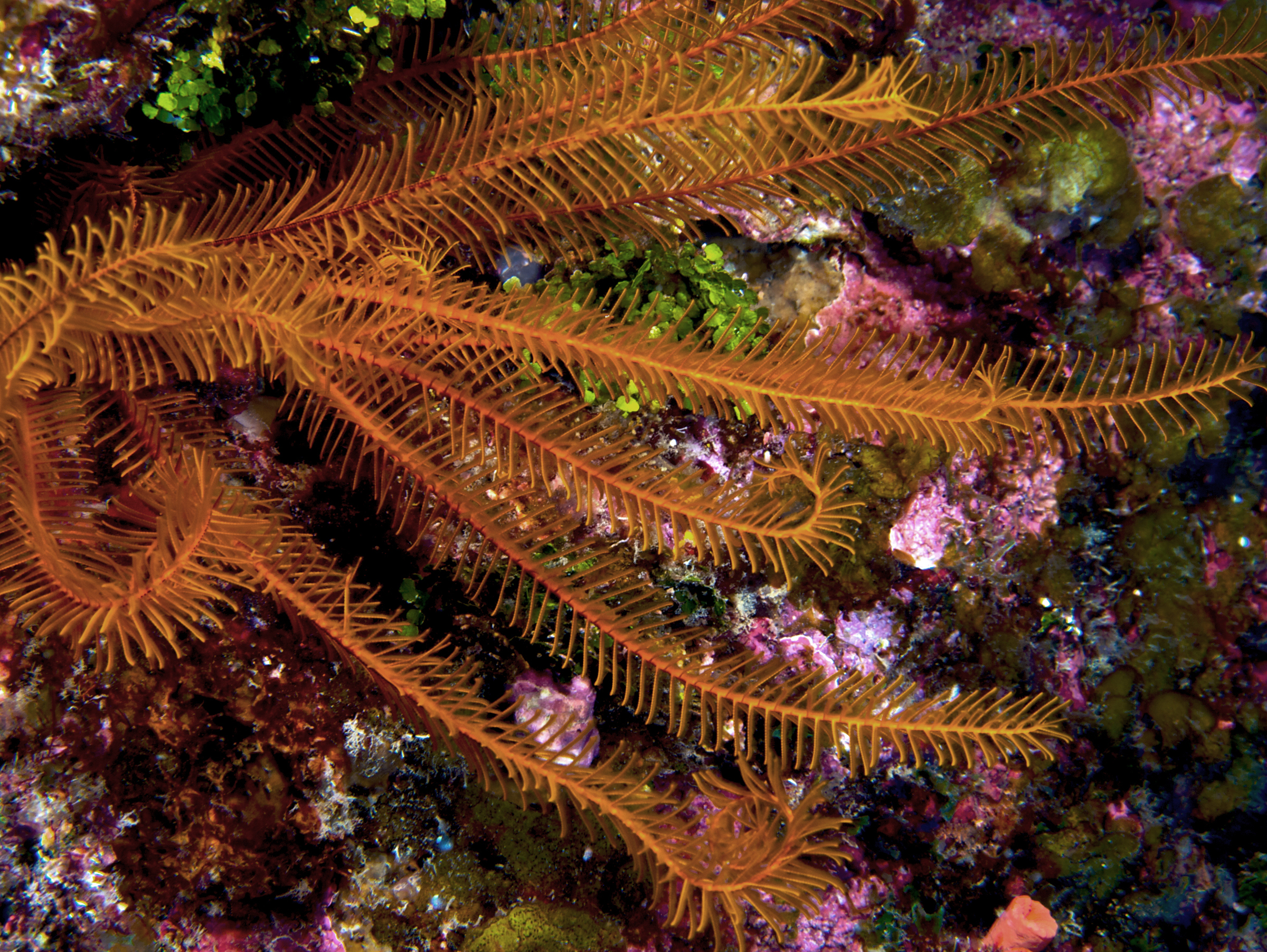
Davidaster rubiginosus
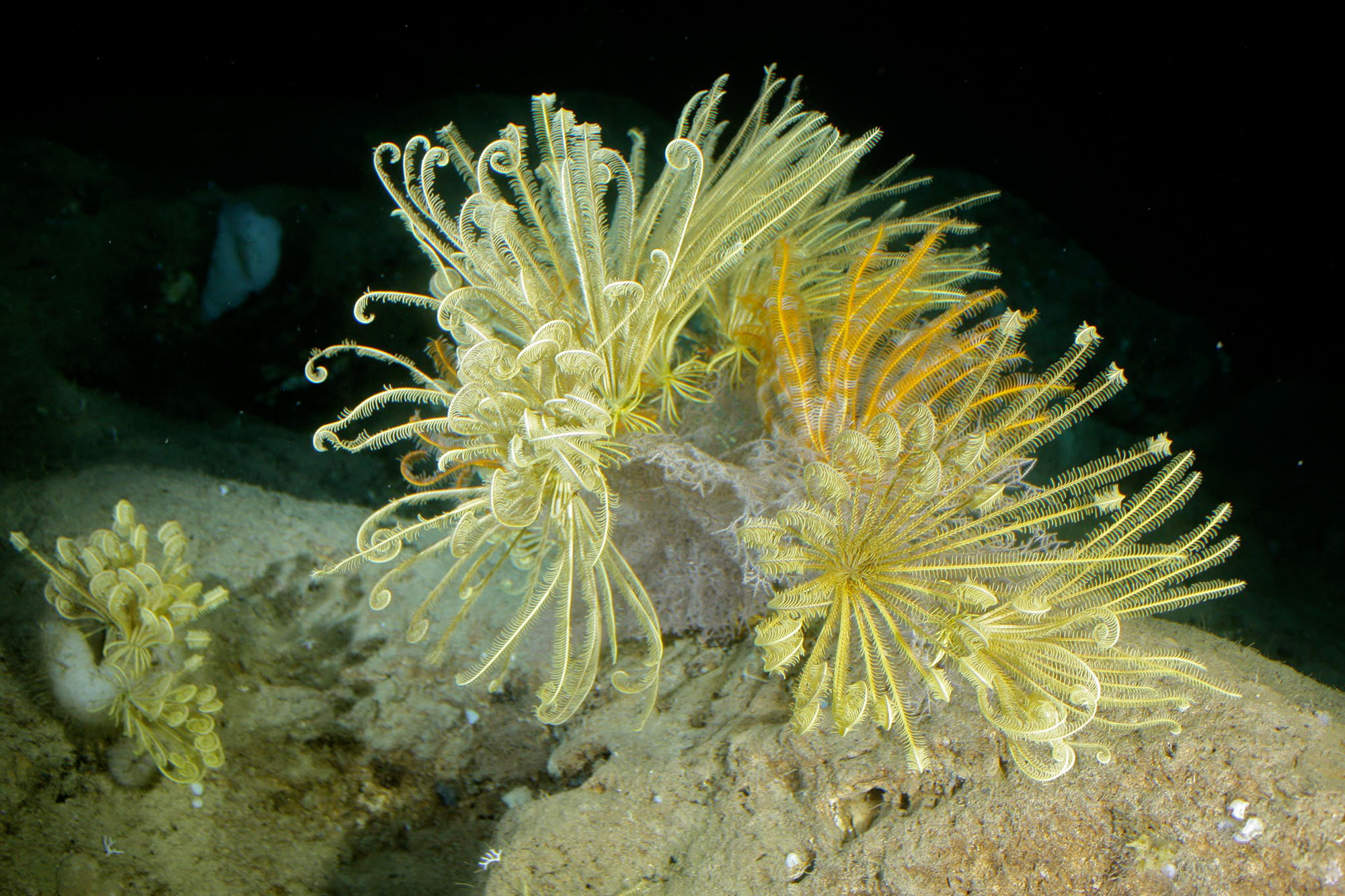
Neocomatella pulchella
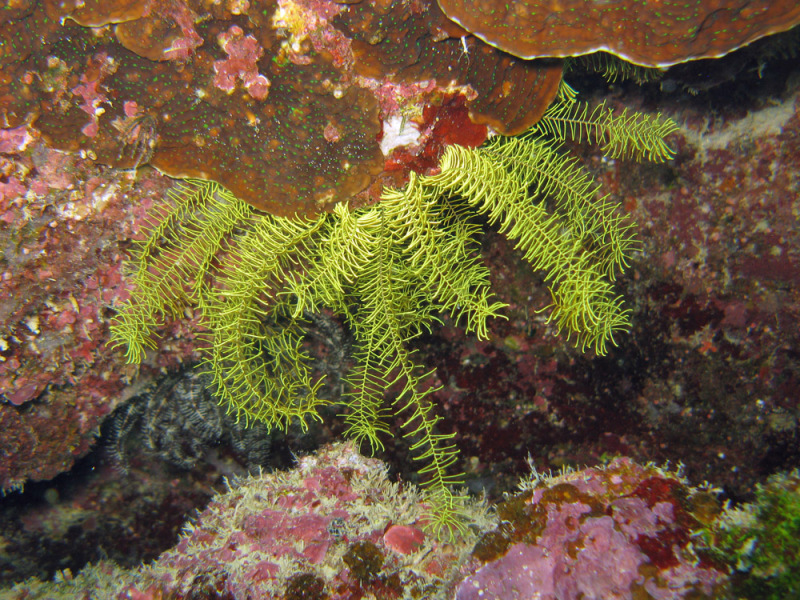
Phanogenia gracilis